# Saint-Valery-sur-Somme

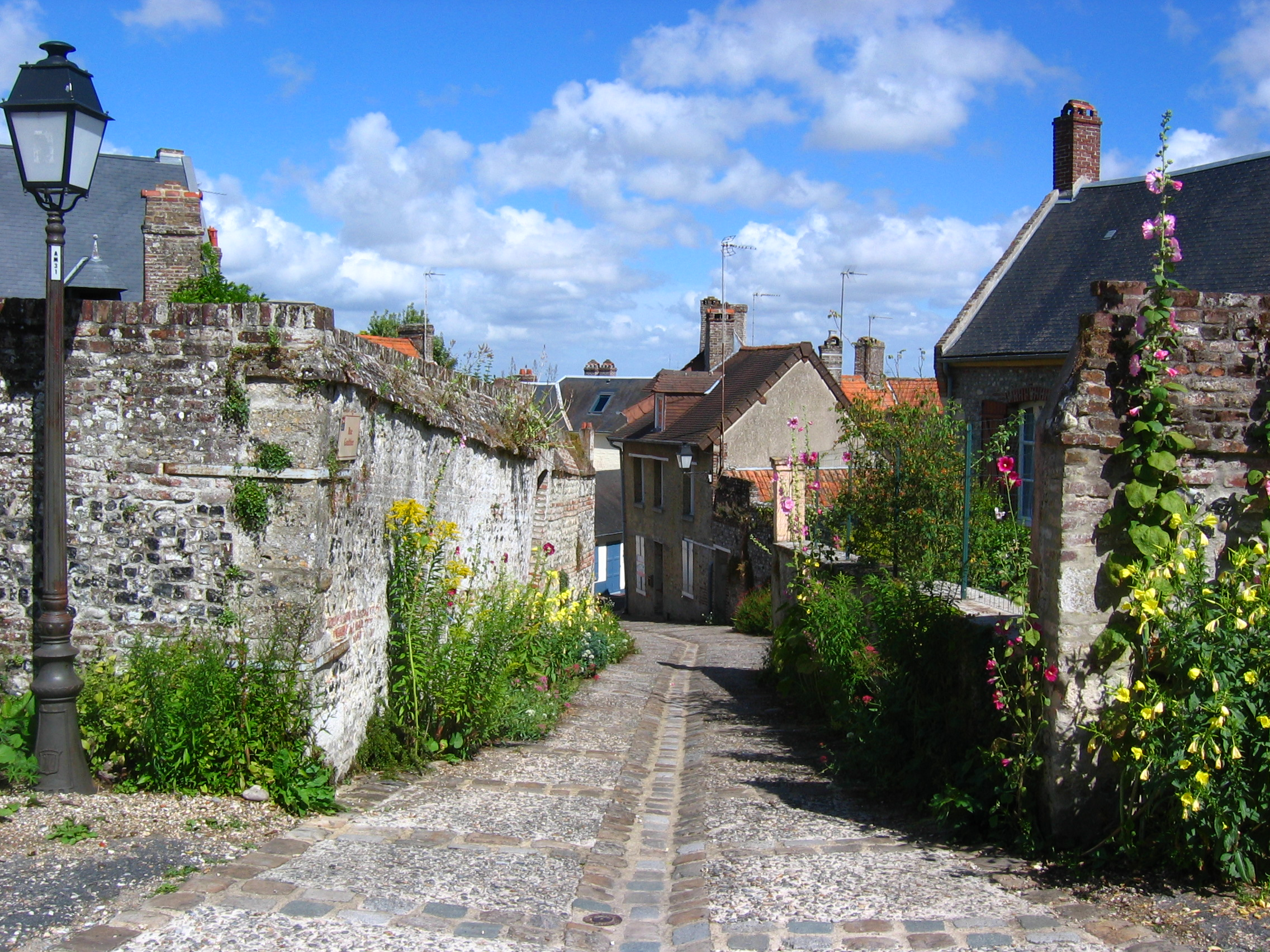
Calle Gaulthier

Saint-Valery-sur-Somme es una comuna francesa situada en el departamento de Somme, en la región de Alta Francia.
Es un puerto marítimo y centro turístico en la orilla sur del estuario del río Somme. El carácter medieval de la ciudad y sus murallas, su iglesia gótica y su largo paseo junto al río la convierten en un popular destino turístico.
En una encuesta realizada por el canal de televisión France 2 en el año 2017, fue elegida en el segundo lugar entre los pueblos favoritos de los franceses.

## Demografía
| 3169 | 3240 | 3072 | 2935 | 2769 | 2686 | 2394 |
| Para los censos de 1962 a 1999 la población legal corresponde a la población sin duplicidades (Fuente: INSEE [Consultar]) |      |      |      |      |      |      |